# Parets del Vallès
Parets del Vallès est une commune de la comarque du Vallès Oriental dans la province de Barcelone en Catalogne (Espagne).

## Personnalités
- Sergi Mingote Moreno, alpiniste et également maire de la ville de 2011 à 2018.
- Joaquim Rodríguez, coureur cycliste espagnol.
- Jordi Turull, ancien Conseiller de la Présidence et Porte-Parole de la Généralité de Catalogne, fait partie des membres du gouvernement régional condamnés pour l'organisation illégale de la consultation référendaire du 1er octobre 2017.